# Richard Menapace
Richard Menapace (Termeno sulla Strada del Vino, 20 dicembre 1914 – Salisburgo, 21 aprile 2000) è stato un ciclista su strada austriaco, vincitore di due edizioni del Giro d'Austria, nel 1949 e nel 1950.
Nato nel regno dell'Austria-Ungheria, divenne italiano a seguito dello spostamento dei confini dovuti alla fine della prima guerra mondiale che inglobarono la Provincia di Bolzano nel Regno d'Italia; nel 1949 tornò ad essere cittadino austriaco.

## Carriera
Attivo con i colori dello S.C. Bolzano e già in evidenza nelle gare dilettantistiche trivenete, nel 1937 in maglia azzurra vinse la seconda tappa e la classifica finale della Milano-Monaco di Baviera, corsa internazionale a tappe per dilettanti. Passò così tra gli indipendenti e nel 1938 prese parte a importanti competizioni ciclistiche nazionali, fra cui il Giro d'Italia di quell'anno, corso con il G.S. Dopolavoro MATER di Roma, in cui fu sedicesimo assoluto e terzo nella speciale categoria degli "aggruppati". Fu al Giro anche nell'edizione 1939, aggruppato con La Voce di Mantova, ritirandosi però nella decima tappa.
Fra il 1941 e il 1942 con la formazione tedesca Wanderer gareggiò nelle competizioni del Nord Europa cogliendo un significativo terzo posto finale al Giro di Lussemburgo 1941 dietro Christophe Didier ed Erich Bautz.
Nel dopoguerra fu nuovamente attivo come dilettante in Alto Adige, con frequenti presenze in Austria. Nel 1949 riprese la cittadinanza austriaca, ottenendo la vittoria di un campionato nazionale e di due edizioni consecutive del Giro d'Austria, nel 1949 e nel 1950.

## Palmares
- 1934 (dilettanti)

San Giacomo-Predazzo
Giro del Giovo
Giro della Val Venosta
- 1935 (dilettanti)

Coppa Frizzera
- 1936 (dilettanti)

Giro del Giovo
Coppa Frizzera
Coppa Cernobbio - Silandro
- 1937 (dilettanti)

Coppa XXIII Marzo
Coppa Grande Italia - Bolzano
Giro del Giovo
Coppa Giovanni Spagolla
2ª tappa Milano-Monaco di Baviera (Trento > Innsbruck)
Classifica generale Milano-Monaco di Baviera
- 1938 (dilettanti)

Giro della Mendola
Giro del Giovo
Coppa Città di Bolzano
- 1947 (dilettanti)

Coppa Zona Industriale - Bolzano
3ª tappa Österreich-Rundfahrt (Salisburgo > Linz)
- 1948 (dilettanti)

Campionati austriaci, prova in linea dilettanti
- 1949 (dilettanti)

2ª tappa Österreich-Rundfahrt (Graz > Klagenfurt)
3ª tappa Österreich-Rundfahrt (Klagenfurt > Lienz)
4ª tappa Österreich-Rundfahrt (Lienz > Zell am See)
5ª tappa Österreich-Rundfahrt (Zell am See > Innsbruck)
7ª tappa Österreich-Rundfahrt (Linz > Vienna)
Classifica generale Österreich-Rundfahrt
- 1950 (dilettanti)

2ª tappa Österreich-Rundfahrt (Graz > Klagenfurt)
4ª tappa Österreich-Rundfahrt (Lienz > Zell am See)
7ª tappa Österreich-Rundfahrt (Innsbruck > Linz)
Classifica generale Österreich-Rundfahrt

## Piazzamenti

### Grandi Giri
- Giro d'Italia

1938: 16º
1939: ritirato (10ª tappa)

### Classiche monumento
- Giro di Lombardia

1937: 15º